# Накатывание резьбы

Иллюстрация концепции формирования резьбового профиля путем пластичной деформации давлением

Накатывание (накатка) резьбы — процесс получения резьбы в результате пластической деформации заготовки резьбонакатным инструментом. Профиль накатываемой резьбы образуется за счет вдавливания инструмента в материал заготовки и выдавливание части материала во впадины инструмента.
При накатке резьбы металл упрочняется за счет уплотнения и наклепа. При нарезании резьбы возможны концентраторы напряжений, сколы и другие виды дефектов.

## Инструменты для накатывания резьбы
Инструмент для накатывания резьбы — накатные плашки, резьбовые сегменты, ролики с винтовой или кольцевой нарезкой, затылованные ролики, бесстружечные накатные метчики — накатники. Накатывание резьбы производят на резьбонакатных автоматах и полуавтоматах, а иногда на токарных и револьверных станках.
Накатные плашки представляют собой призматический брус, на рабочей поверхности которого нанесены канавки (нитки), соответствующие профилю резьбы. Плашки работают парой: одна подвижная, вторая неподвижная. Рабочие поверхности плашек параллельны и отстоят друг от друга с зазором, равным внутреннему диаметру резьбы.
Если посмотреть на накатник с торца, то он представлялся в виде равностороннего треугольника с плавно закругленными сторонами. Этот профиль одинаков как по наружному, так и по внутреннему и среднему диаметрам резьбы.

## Технология
Накатка резьбы происходит на заготовках с отрицательным припуском. Т.е. используются стержни меньшего размера. Например, берется стержень 72 мм, а резьба получается М 76, что позволяет получить экономию до 30 %.
При работе накатниками отверстие сверлится не по внутреннему диаметру резьбы, а по среднему. Накатник имеет заборный конус с таким же профилем, если смотреть с торца, и с полной высотой резьбы.

## Накатывание внутренней резьбы
Исторически сначала появилась технология накатывание наружных резьб. Из-за уплотнения (наклепа) накатанные винты служат во много раз дольше, чем с нарезанной резьбой. Но резьбовое соединение состоит из пары болт — гайка. Прочность соединения зависит от каждого из элементов этой пары. Поэтому использование накатанных резьб на всех элементах соединения дает значительный прирост прочности.

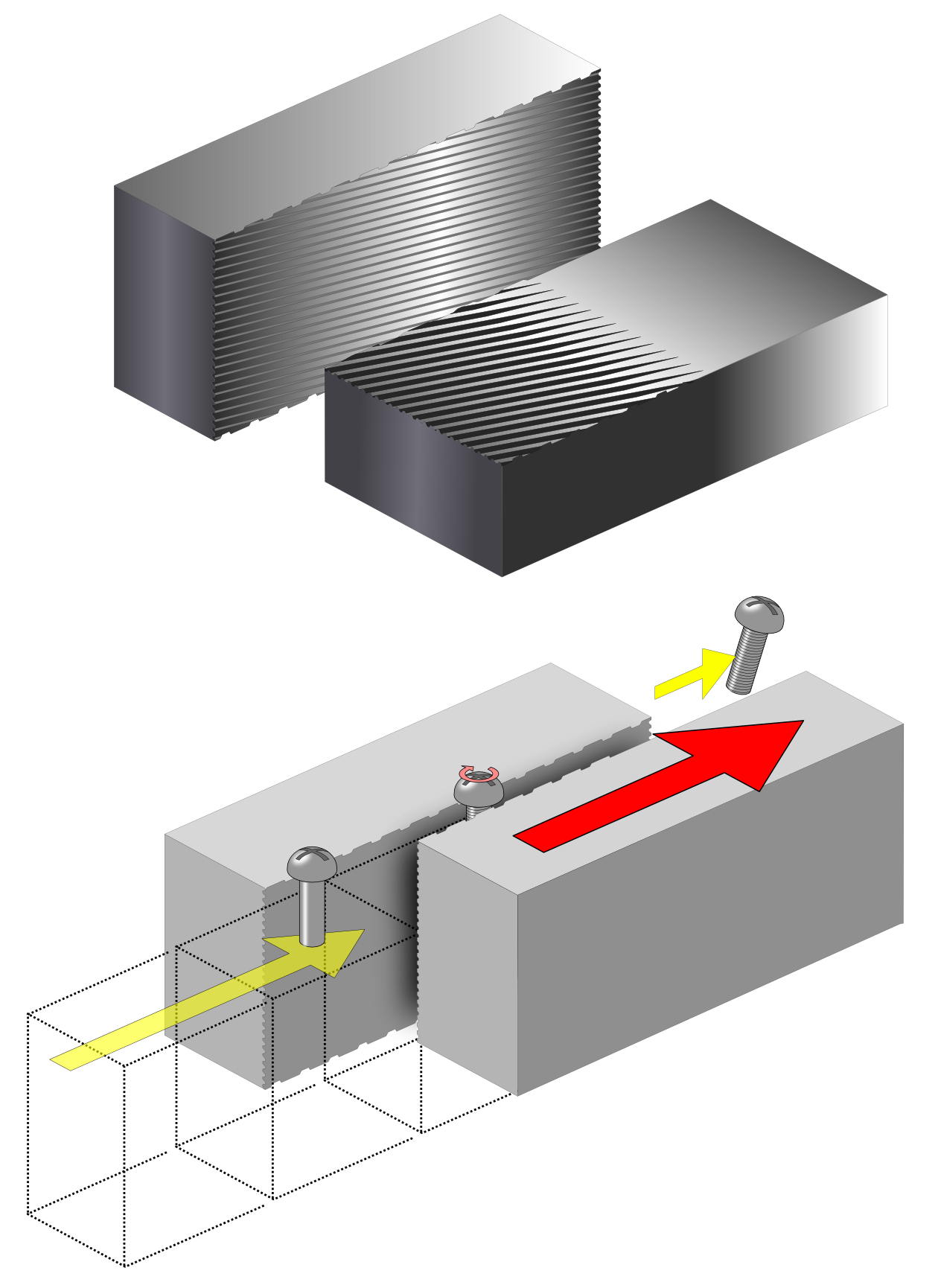
Плоская форма для накатки резьбы
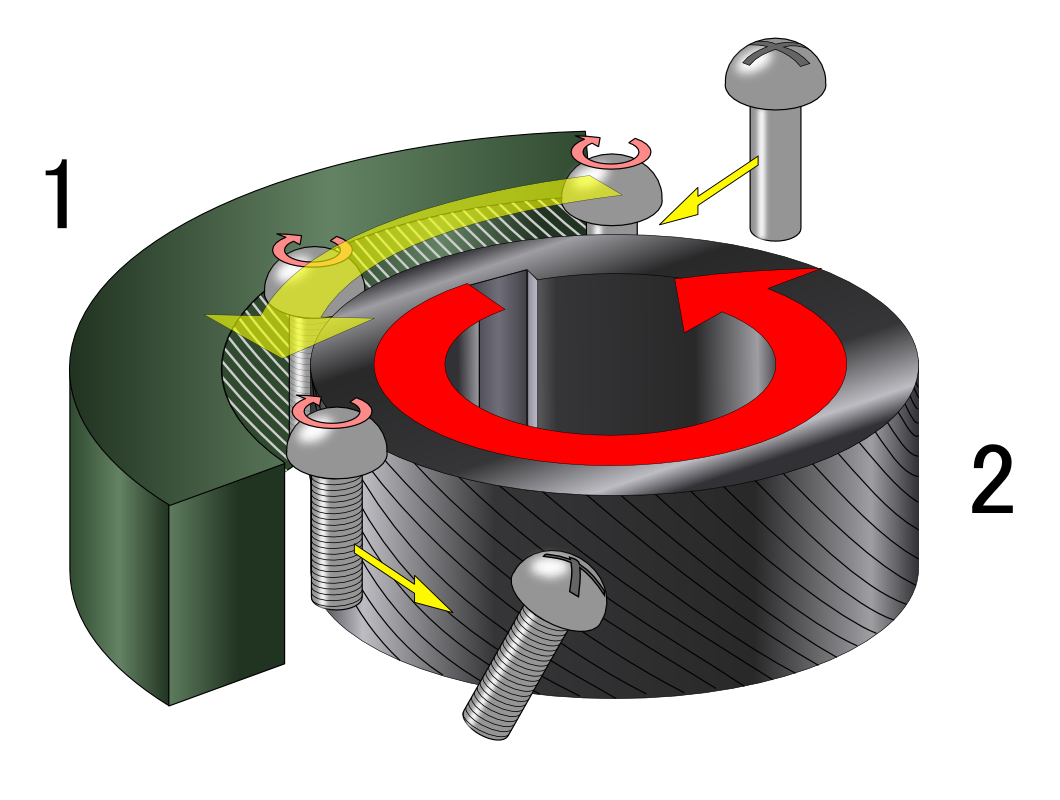
Планетарный механизм накатки
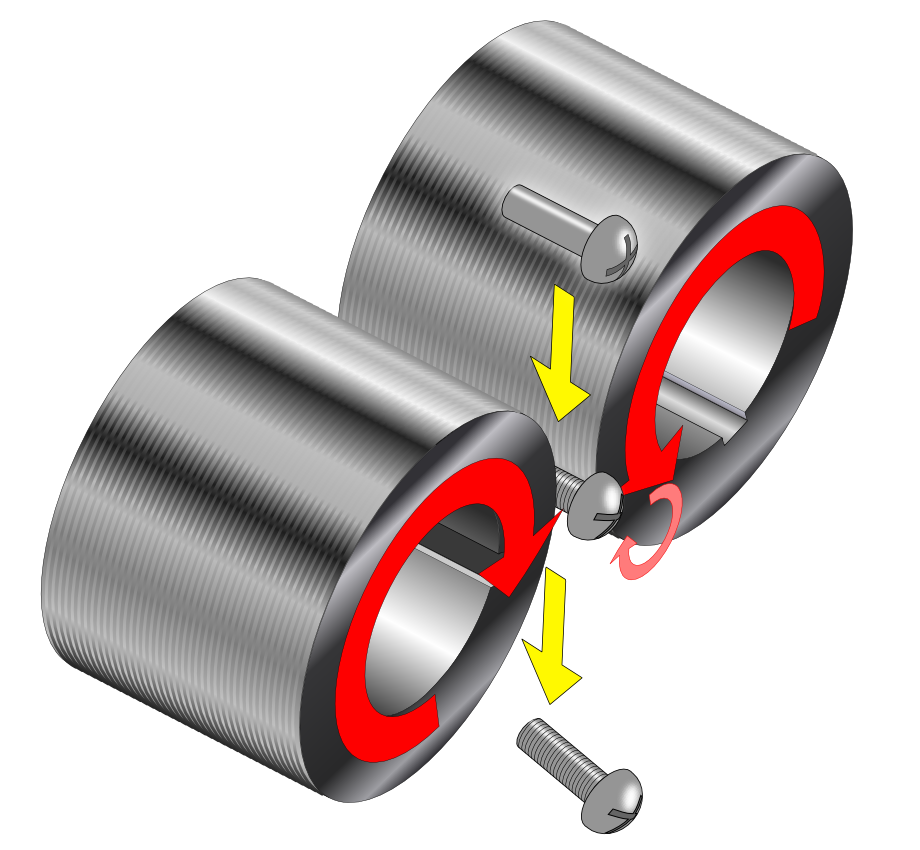
Цилиндрическая прокатка с двумя роликами
Трехступенчатая цилиндрическая прокатка